# Velvet Buzzsaw
Velvet Buzzsaw – amerykański horror satyryczny z 2019 w reżyserii Dana Gilroya.
Premiera filmu odbyła się 27 stycznia 2019 roku podczas Sundance Film Festival, 1 lutego obraz trafił do wybranych kin oraz na platformę Netflix.

## Fabuła
W Miami Beach odbywa się wystawa sztuki, w której udział biorą krytyk Morf Vandewalt oraz jego przyjaciółka Josephina, pracowniczka Haze Gallery.
Koleżanka Josephiny opowiada jej o zdradzie, na której nakryła jej chłopaka. Kobieta zrywa z nim i wiąże się z Morfem, niezadowolonym z życia ze swoim partnerem. Po powrocie do Los Angeles kobieta znajduje zwłoki Vetrila Dease i wchodzi do jego mieszkania, w którym odkrywa ogromną kolekcję obrazów zmarłego.
Josephina kradnie dzieła sztuki i pokazuje je Vandewaltowi oraz swojej szefowej. Oboje są zafascynowani twórczością, a Rhodora postanawia pokazać niektóre z nich w swojej galerii. Wystawa okazuje się natychmiastowym sukcesem.
Morf zaczyna pisać książkę o Vetrilu Dease i odkrywa, że malarz cierpiał z powodu traumatycznego dzieciństwa, które doprowadziło go do narastającej choroby psychicznej i zabójstwa znęcającego się nad nim ojca. W celu podwyższenia ceny obrazów Rhodora każe jednemu z pracowników galerii przenieść część z nich do magazynu. Podczas przewożenia malowideł Bryson otwiera skrzynię i postanawia zatrzymać jedno z nich dla siebie. Chwilę później obraz zajmuje się od papierosa mężczyzny, który rozbija samochód usiłując ugasić ogień. Bryson wycofuje się na stację benzynową, gdzie zostaje zaatakowany przez obraz przedstawiający małpy.
Jon Dondon, właściciel galerii rywalizującej z Haze Gallery, zbiera informacje o Vetrilu Dease, by zniechęcić kupców do nabywania jego dzieł. Wkrótce zostaje zamordowany. Jego ciało znajduje Coco, była asystentka Rhodory, która niedawno zaczęła pracować dla Dondona. Po pogrzebie Vandewalt zauważa, że jeden z obrazów Vetrila się porusza.
Związek Morfa i Josephiny przechodzi kryzys. Gretchen, znajoma krytyka, wmawia Josephinie, że ten nadal czuje coś do Eda, Morfowi opowiada zaś o jej romansie z najnowszym klientem Rhodory, Damrishem. Vandewalt odkrywa, że Dease używał krwi do malowania swoich obrazów, a Gretchen negocjuje pokazanie dzieł Vertila w galerii miejskiej, w zamian za wystawienie w niej interaktywnej Kuli, której właścicielem jest jej główny klient.
Po spotkaniu z szefostwem galerii Gretchen wkłada rękę do jednego z otworów w Kuli. Ta okazuje się działać nieprawidłowo i odcina ramię kobiety, która umiera z powodu znacznej utraty krwi. Następnego ranka odwiedzający wystawę uznają ciało za jej część. Spokojnie chodzą obok niego a nawet rozchlapują krew po pomieszczeniu, aż Coco odkrywa zwłoki i wzywa policjantów. Morf i Josephina rozstają się, gdy krytyk odkrywa zdradę partnerki.
Stan psychiczny Vandewalta zaczyna się pogarszać. Mężczyzna doświadcza halucynacji, a po odkryciu, że Dease chciał zniszczyć swoje prace, próbuje przekonać Rhodorę, by przestała je sprzedawać. Krytyk zatrudnia Coco jako asystentkę. Dziewczyna ujawnia, że Ed został opłacony przez jej byłą szefową i przekazywał jej wstępne recenzje Morfa, aby wiedziała, które dzieła powinna kupować.
Po zerwaniu z Damrishem, który postanowił nie wystawić swoich prac w galerii, Josephina zostaje wchłonięta przez znajdujący się na parkingu mural. Vandewalt zostaje zaatakowany przez Hobomana, którego skrytykował na początku filmu. Robot skręca mu kark, a ciało znajduje Coco.
Przerażona Rhodora stwierdza, że zgony związane były z twórczością Vetrila Dease i każe usunąć ze swojego domu wszystkie dzieła sztuki. Haze nie daje jednak rady uchronić się przed śmiercią i zostaje zabita przez tatuaż z logo kapeli Velvet Buzzsaw, który zaczyna wirować i przecinać jej skórę. W drodze na lotnisko Coco mija mężczyznę handlującego obrazami Vetrila.

## Obsada
- Jake Gyllenhaal jako Morf Vandewalt
- Rene Russo jako Rhodora Haze
- Toni Collette jako Gretchen
- Zawe Ashton jako Josephina
- Tom Sturridge jako Jon Dondon
- Natalia Dyer jako Coco
- Daveed Diggs jako Damrish
- Billy Magnussen jako Bryson
- John Malkovich jako Piers
- Alan Mandeel jako Vetril Dease
- Mig Macario jako Cloudio
- Nitya Vidyasagar jako Gita
- Sedale Threatt Jr. jako Ed
- Marco Rodríguez jako Ray Ruskinspear
- Mark Steger jako Hoboman[3]

## Produkcja
Dan Gilroy wpadł na pomysł nakręcenia Velvet Buzzsaw po tym jak rozwijany przez niego projekt – Superman Lives został cofnięty przez Warner Bros. ze względu na zbyt duże koszta. Reżyser czuł, że pracując nad nim zmarnował półtora roku, a z decyzją o jego skasowaniu pogodził się siedząc na plaży, na której pobyt zainspirował ostatnią scenę nowego projektu (przedstawiającą Piersa rysującego po piasku). W czerwcu 2017 ogłoszono, że Jake Gyllenhaal i Rene Russo wystąpią w nienazwanym filmie Gilroya, który będzie reżyserem i scenarzystą. Producentką została Jennifer Fox, film miał być wyprodukowany i dystrybuowany przez Netfliksa. W rozmowie z Business Insider, w listopadzie 2017, twórca zapowiedział go słowami:
Jest osadzony w świecie sztuki współczesnej, w Los Angeles, ma dużą obsadę, podobną do tej z filmów Roberta Altmana. Ma klimat Gracza. W związku z wielkością obsady poruszając się po tym świecie wędrujemy od osoby do osoby. Historia jest opowiadana poprzez różne postaci.
W styczniu 2018 ujawniono tytuł filmu a w marcu tego roku do obsady dołączyli Zawe Ashton, Natalia Dyer, Tom Sturridge, Daveed Diggs, Toni Collette, John Malkovich i Billy Magnussen.
Zdjęcia rozpoczęły się 5 marca 2018 w Los Angeles w Kalifornii.
Muzykę do filmu skomponowali Marco Beltrami i Buck Sanders, zastępując częstego współpracownika Gilroya, Jamesa Newtona Howarda.

## Odbiór
W serwisie Rotten Tomatoes filmowi przyznano 65% na podstawie 139 recenzji, przy średniej ocenie 6,2/10. Na portalu Metacritic dostał on 61 punktów na 100 możliwych, w oparciu o 28 ocen.